# Fort Hood
Fort Hood er en stor militærbase for U.S. Army i Texas. Den ligger udenfor byen Killeen, cirka halvvejs mellem de større byer Waco og Austin, som begge ligger ca. 100 km udenfor.
Basen er opkaldt efter sydstatsgeneralen John Bell Hood.
Størstedelen af basen er i Bell County, men mindre dele er i naboamtet Coryell County.
Sammen med Fort Bragg er Fort Hood den amerikanske hærs største base. Før Sovjetunionens sammenbrud var Fort Hood den største militærbase i den vestlige verden.
Fort Hood er den eneste amerikanske base som er hjemsted for to panserdivisioner: 1st Cavalry Division og 4th Infantry Division. Den er også base for III Armekorps.